# واتسا
واتسا (انگلیسی: Vatsa) یا وامسا (پالی و آرداماگادی: Vaccha، به معنای تحت‌اللفظی «گوساله») یکی از شانزده ماهاجاناپاداها  (پادشاهی بزرگ) اوتاراپاتای هند باستان بود که در آنگوتارا نیکایا ذکر شده‌است. 
کشور واتسا یا وامسا با قلمرو الله‌آباد امروزی در اوتار پرادش، در محل تلاقی رودهای گنگ و یامونا مطابقت داشت. نوع این حکومت، سلطنتی و پایتخت آن کاوشامبی بود (ویرانه‌های آن در روستای امروزی کوسام در ۳۸ مایلی الله‌آباد واقع شده‌است). اودایانا در قرن ششم تا پنجم پیش از میلاد، زمان بودا، فرمانروای واتسا بود. مادر او، میریگاواتی، به دلیل اینکه یکی از اولین فرمانروایان زن شناخته‌شده در تاریخ هند است، قابل توجه است. 